# Domar
Domar – poznańska sieć specjalistycznych salonów dekoracyjno-meblowych, oferujących również  sprzęt RTV i AGD. Sieć powstała z majątku państwowego 1 stycznia 1991, poprzez wykupienie go przez pracowników. Sieć posiada centrum meblowe pod marką Domar, a w Internecie można odszukać je pod adresem "szczawnicka.pl". Markety znajdują się przy największych osiedlach w Wielkopolsce. Licencję na stosowanie nazwy  Domar posiadają również następujące sieci: Domar Wrocław, Domar Kraków, Domar Szczecin, Domar Rzeszów, Domar Olsztyn i Domar Lublin.